# Petričevec
Petričevec je gora v Julijskih Alpah v Sloveniji, visoka 1.229 m.

## Izhodišča
- Log pod Mangartom (Bovec)